# Große Schantarinsel
Die Große Schantarinsel (russisch Большой Шантар, Bolschoi Schantar) ist die Hauptinsel der Schantarinseln im russischen Fernen Osten, Region Chabarowsk. Mit einer Fläche von 1766 km² (nach anderen Angaben 1790 km²) ist sie die größte Insel im Ochotskischen Meer und gehört zu den 20 größten Inseln Russlands. Sie ist seit 2013 Teil des Nationalparks Schantarskije ostrowa. „Schantar“ bedeutet in der Sprache der Niwchen „Insel“.

## Geografie
Die Schantarinseln befinden sich im Südosten des Ochotskischen Meeres in der großen Tugur-Bucht. Die Große Schantarinsel nimmt über 70 % ihrer Fläche ein und liegt östlich der Feklistow-Insel, der zweitgrößten des Archipels. Im Südwesten sind es 31 km bis zum Festland, im Süden 33 km. Sie ist an den weitesten Stellen 65 km lang und 70 km breit und annähernd rechteckig (mit den Ecken in den Himmelsrichtungen), bis auf die 16 km lange Jakschinbucht im Südwesten, die den einzigen Anlegeplatz für Schiffe bietet. Im Nordosten befindet sich der 12,6 km lange und 4,2 km breite Bracksee Osero Bolschoje (Großer See), der durch einen 60 bis 200 Meter breiten Kanal mit dem Meer verbunden ist, über den mit der Flut Salzwasser in den See gelangt. In den Großen See mündet der Fluss Olenja. Die Flüsse Großer Anaur und Jakschina münden in die Jakschinbucht, die entlang der gesamten Südwestküste liegt. Bei Ebbe trocknet die Bucht teilweise aus. Die zahlreichen Wasserfälle in den Flüssen sind bis zu 100 m hoch.
Die Nordspitze der Insel ist am Kap Sewerny (мыс Северный, nördliches Kap), die südliche am Kap Philip (мыс Филиппа). Im Südwesten gibt es das Regenbogenkap (мыс Радужный, Kap Raduschny) mit großen Jaspisfelsen und im Nordosten das Kap Sewero-Wostotschny (мыс Северо-Восточный, Nordostkap).
Die Insel ist bergig, die höchste Erhebung ist die je nach Quelle 720 oder 701 m hohe Wesjolaja (russisch гора Весёлая) im östlichen Teil. Sie liegt in der Wostotschny-Kette, die entlang der Küste nach Nordosten bis zum Kap Sewero-Wostotschny verläuft. Im Süden liegen die Berge Anaur (637 m), Suchaja (586 m), Amuka (565 m) und Philippa (532 m). Der zweite Gebirgskamm auf der Insel ist der zentrale Stalingrat; er beginnt an der Ostküste am Kap Kusow und erstreckt sich nach Nordwesten. Er bildet die Wasserscheide zwischen nördlichem und südlichem Hauptflusssystem. Noch vor der Westküste teilt sich der Stalinkamm in zwei Gebirgsketten auf, von denen einer nach Norden zum Nordwestkap und der andere nach Südwesten zum Regenbogenkap verläuft.
Geologisch besteht Bolschoi Schantar hauptsächlich aus Kalkstein und kieselsäurehaltigen Gesteinen sowie Sandstein und (Ton-)Schiefern, die von Graniten und ultrabasischen Einbrüchen zerbrochen werden. Einige Felsen bestehen aus Jaspis, Marmor oder anderen Gesteinsarten und erscheinen rosa, rot oder grün. Entlang der Flüsse gibt es Sümpfe, da das Wasser nicht im Gestein versickern kann. Die Insel ist umgeben von Klippen sowie Sand- und Kiesstränden. Die Länge der Küstenlinie beträgt 241 km.

## Geschichte
Die vermutlich erste Erkundung der Schantarinseln (abgesehen von den Niwchen) geschah im April 1640, als der russische Entdecker Iwan Moskwitin angeblich mit einer Gruppe Kosaken zur Mündung des Amur segelte und auf der Rückreise die Inselgruppe erreichte. Moskwitin meldete seine Entdeckungen Prinz Sergei Schtscherbatow, dem Woiwoden der Moskauer in Tomsk. Basierend auf Moskwitins Bericht wurde im März 1642 die erste Karte des russischen Fernen Ostens erstellt. Die Inseln wurden zwischen 1711 und 1725 von russischen Forschern erkundet.
Von 1852 bis 1874 bzw. 1907 wurde die Insel von amerikanischen Walfangschiffen besucht, die in der Region Grönlandwale jagten (besonders in den Meerengen zwischen der Großen Schantar- und der Fektistow- sowie der Prokofjew-Insel). An Land holten sie Wasser und Holz und jagten Bären und Füchse. Zwei der Schiffe strandeten auf der Insel: Am 18. Oktober 1858 wurde die 250 Tonnen schwere Barkasse Rajah aus New Bedford während eines großen Sturms an der Nordküste der Insel zerstört. 13 Menschen starben, darunter Kapitän Ansel N. Stewart und der erste Offizier. 13 andere Crewmitglieder wurden vier Tage später vom Schiff Condor gerettet, fünf der Männer (inklusive des Kapitäns) wurden auf der Insel begraben. Teile des Wracks wurden noch 1865 auf der Insel gefunden. Am 30. August 1907 lief der 90-Tonnen-Schoner Carrie and Annie bei einem Sturm auf der Insel auf. Die Besatzung wurde erst am 11. September durch den russischen Truppentransporter Nitzun von der Insel gerettet.
Im 19. Jahrhundert befanden sich eine vorübergehende Ansiedlung einer russisch-amerikanischen Firma (ab 1830/31), Industriebasen amerikanischer Walfänger mit Schmalzfabrik und eine russische Walölverarbeitungsanlage (Fettschmelzer) der Kamtschatka-Aktiengesellschaft auf der Insel, die alle nach der Walfangzeit geschlossen wurden. Nach 1926 wurden eine dauerhafte Siedlung und eine Kolchose – eine staatliche Farm – gebaut, die aber aufgrund von Verlusten geschlossen wurden. Von den 1960er Jahren bis 1993 befand sich auf der Großen Schantarinsel ein sowjetischer Militärflughafen mit Radarstation, der von An-2s angeflogen wurde. Heute wird auf der Insel nur eine mit etwa drei Personen besetzte hydrometeorologische Station im Süden in der Nähe der Jakschinbucht betrieben. Im Sommer wird die Insel ab und zu von Schiffen abenteuertouristischer Unternehmen und von Anglern angelaufen.
Bereits 1975 wurde vorgeschlagen, die Region als Reservat auszuweisen. 1999 wurde die Insel Teil des Naturschutzgebiets Schantarinseln. 2007 wurden drei Menschen bei zwei Vorfällen von Bären angegriffen, ein Mann starb. In der Pankowbucht wurde 2010 ein orthodoxes Verehrungskreuz errichtet, wo bereits bis 1830 eines gestanden hatte. 2012 kam die kleine orthodoxe Kapelle des Heiligen Nikolaus des Wundertäters dazu. Weiterhin wurde 2012 ein Komplex zum Gedenken an die Pioniere und Grenzschutzbeamten erbaut. Außerdem gibt es einen alten Friedhof auf der Insel.
2013 wurde der Nationalpark Schantarskije ostrowa eingerichtet, den die Verwaltung mit 30 Millionen Rubeln pro Jahr und 30 Mitarbeitern ausstatten wollte. 2016 sollte die Insel von den heruntergekommenen Militärgebäuden befreit und sechs Fertighäuser für Nationalparkarbeiter und Touristen errichtet werden, viel Metallschrott wurde 2017–2019 vom Militär entfernt. Für 2018 war die Eröffnung eines Freilicht-Walfangmuseums an der Jakschinbucht geplant, dafür wurde ein Naturdenkmal mit Gedenktafeln errichtet. 2020 wurde vorgeschlagen, die Landebahn für touristischen Verkehr wiederherzustellen.
Von dem Nationalpark erhoffen sich Experten einen Rückgang unkontrollierter Jagd und Fischerei auf der und um die Insel. Neben besserem Schutz soll die Inselgruppe aber auch mehr für den Ökotourismus geöffnet werden. Laut WWF sei der Park eine Perle der russischen Pazifikküste und soll zusammen mit den Kommandeurinseln und den Kurilen von Ozeankreuzfahrtschiffen besucht werden, wobei die Natur des Archipels nicht beeinträchtigt werden soll.

## Klima

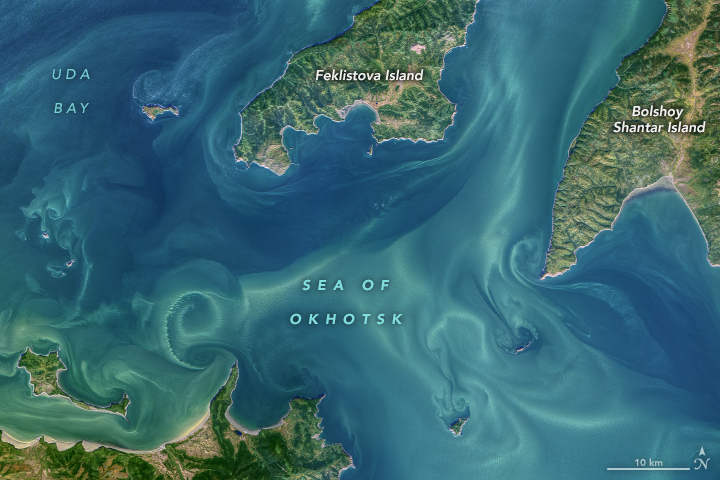
Landsat-8-Satellitenbild der Strömungen um die Schantarinseln mit der Großen Schantarinsel rechts oben im Bild, 24. September 2021

Das Klima der Schantarinseln ist subarktisch und noch strenger als im Norden des Ochotskischen Meeres. Das liegt an der Nähe der kalten Regionen Jakutiens sowie an einem komplexen System von Gezeiten- und Windströmungen. Die Gezeiten erreichen eine Höhe von 5 bis 8 m und eine Geschwindigkeit von bis zu 8 Knoten (14,8 km/h, in der Opasnom- und der Sewerny-Straße sowie in der Nähe des Festlandes). Die Meerengen ähneln zu dieser Zeit schnell fließenden, lauten Flüssen. Die Inselgruppe ist nur 1½ bis 2 Monate im Jahr von Schnee und Eis befreit – teilweise gibt es im Juli noch Eisberge, der Herbstkälteeinbruch mit dem ersten Schnee beginnt bereits im August oder September. Aufgrund häufiger Nebel, die von der lange vereisten Meerenge verursacht werden, werden die Schantarinseln auch Nebelinseln genannt.

## Flora und Fauna

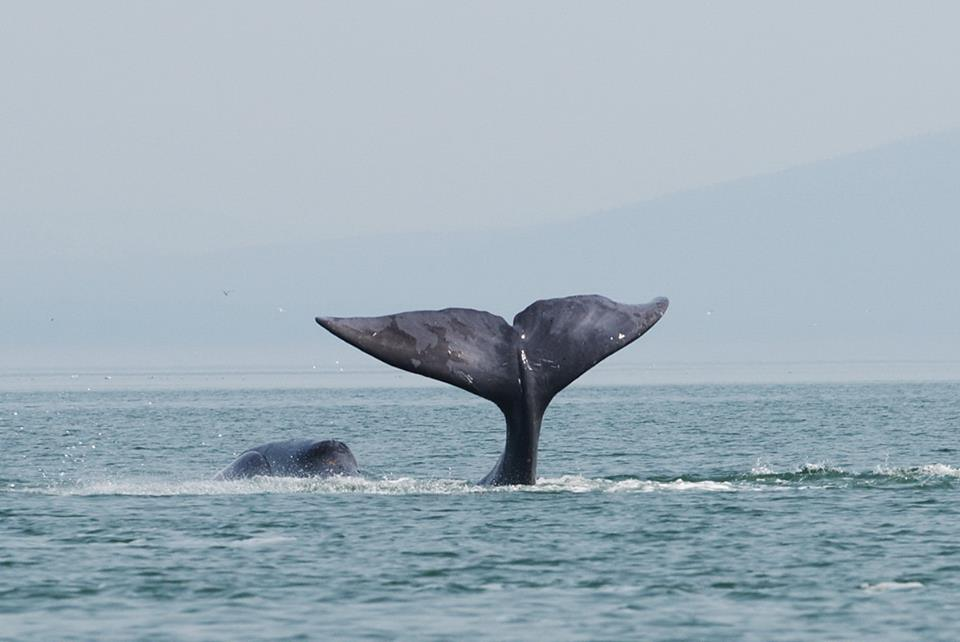
Grönlandwal im Westen des Ochotskischen Meeres, nahe der Schantarinseln

Die Insel ist mit Sibirischem Fichten- und Europäischem Lärchenwald bedeckt. Im südlichen Teil wachsen Birken und Erlen. Im Bolschoi-See leben die Stintarten Hypomesus japonicus und Hypomesus olidus. Es brüten Kamtschatka-Marmelalke auf der Insel, im Frühling und Sommer nisten zusätzlich Riesenseeadler und Aleutenseeschwalben.
Braunbären (etwa 200), Wölfe, Zobel, Hermeline, Füchse, Otter, Marderhunde, Vielfraße, Wiesel sowie Kolonien von Bartrobben, Stellerschen Seelöwen, Largha-Robben und Ringelrobben leben auf der Insel. Im Archipel wurden 240 Vogelarten auf Nistplätzen und während der Zugperioden registriert, von denen 141 nisten, 21 sesshaft sind und drei überwintern. Unter anderem gibt es mehr als 100 Riesenseeadlerhorste und riesige Seevogelkolonien. An der Küste und in den umliegenden Gewässer gibt es Grönlandwale, Orcas und Belugas, neben Krabben und vielen Fischarten. In den Flüssen wie dem Olenja laichen Lachse, der Fluss Srednaja ist der einzige Ort an der Küste des Ochotskischen Meeres, an dem Regenbogenforellen vorkommen. In den Flüssen leben außerdem Saiblinge (inkl. Dolly-Varden-Forellen und Japan-Saiblingen), Rotfedern, Buckellachse und Lenoks. Im Bolschoi-See gibt es unter anderem zwei Arten von Stinten, den Goldmaul-Flussstint (Hypomesus olidus) und den Goldmaul-Meerstint (Hypomesus japonicus). In den Gewässern auf dem Schelf um die Insel wächst endemisch die Braunalgenart Saccharina angustata, die in der Lebensmittelindustrie und der Medizin verwendet wird.

## Trivia
Im Computerspiel Grand Theft Auto IV ist die Große Schantarinsel Hauptquartier des Peer-to-Peer-Programms Shitster.